# Liste der Monuments historiques in Villers-Saint-Martin
Die Liste der Monuments historiques in Villers-Saint-Martin führt die Monuments historiques in der französischen Gemeinde Villers-Saint-Martin auf.

## Liste der Objekte
| Bezeichnung                                    | Beschreibung                                         | Standort                       | Kennzeichnung | Schutzstatus | Datum | Bild |
| ---------------------------------------------- | ---------------------------------------------------- | ------------------------------ | ------------- | ------------ | ----- | ---- |
| Gemälde Der heilige Martin erweckt einen Toten | Ölfarbe auf Leinwand, 1743 von Claude-Adrien Richard | in der Kirche St-Martin (Lage) | PM25001442    | Classé       | 1908  |      |
| Prozessionskreuz                               | Kupfer, 16. Jahrhundert                              | in der Kirche St-Martin (Lage) | PM25001443    | Classé       | 1928  |      |